# 孟加拉奧林匹克協會
孟加拉奧林匹克委員會是孟加拉的國家奧林匹克委員會。該組織成立於1979年，是國際奧委會和亞洲奧林匹克理事會的成員。1984年，首次派員參加在美國洛杉磯舉行的夏季奧運會。孟加拉的經濟發展落後，故此各體育部門也缺乏資金運作，造成運動成績不理想的現象。至2012年倫敦奧運，孟加拉奧林匹克委員會之所以能派出運動員參賽全因國際奧委會發出的外卡。為了籌備運作資金興建運動場館之用，孟加拉奧林匹克委員會曾發彩票。
現時，孟加拉奧林匹克委員會的總部設在達卡，主席是Syed Shahed Reza。

## 資料來源
1. ↑  .   [2014-01-23]. （原始内容存档于2009-02-20）.
2. 1 2  "Bangladesh's Preparation for Beijing Olympics in Full Swing" CRI 2008 6 15
3. ↑  "Sports development lottery" （页面存档备份，存于）  bdnews24 2008 2 10

## 外部連結
- 官方網頁 （页面存档备份，存于）